# سورخاچی
سورخاچی (به لاتین: Surkhachi) یک منطقهٔ مسکونی در روسیه است که در شهرستان کایتاگسکی واقع شده‌است.